# Pearl River (Luisiana)
Pearl River es un pueblo ubicado en la parroquia de St. Tammany en el estado estadounidense de Luisiana. En el Censo de 2010 tenía una población de 2506 habitantes y una densidad poblacional de 270,88 personas por km².

## Geografía
Pearl River se encuentra ubicado en las coordenadas 30°22′17″N 89°45′1″O / 30.37139, -89.75028. Según la Oficina del Censo de los Estados Unidos, Pearl River tiene una superficie total de 9.25 km², de la cual 9.04 km² corresponden a tierra firme y (2.27%) 0.21 km² es agua.

## Demografía
Según el censo de 2010, había 2506 personas residiendo en Pearl River. La densidad de población era de 270,88 hab./km². De los 2506 habitantes, Pearl River estaba compuesto por el 93.1% blancos, el 2.87% eran afroamericanos, el 0.76% eran amerindios, el 0.4% eran asiáticos, el 0% eran isleños del Pacífico, el 1% eran de otras razas y el 1.88% pertenecían a dos o más razas. Del total de la población el 3.35% eran hispanos o latinos de cualquier raza.